# Afghanistan-Konferenz

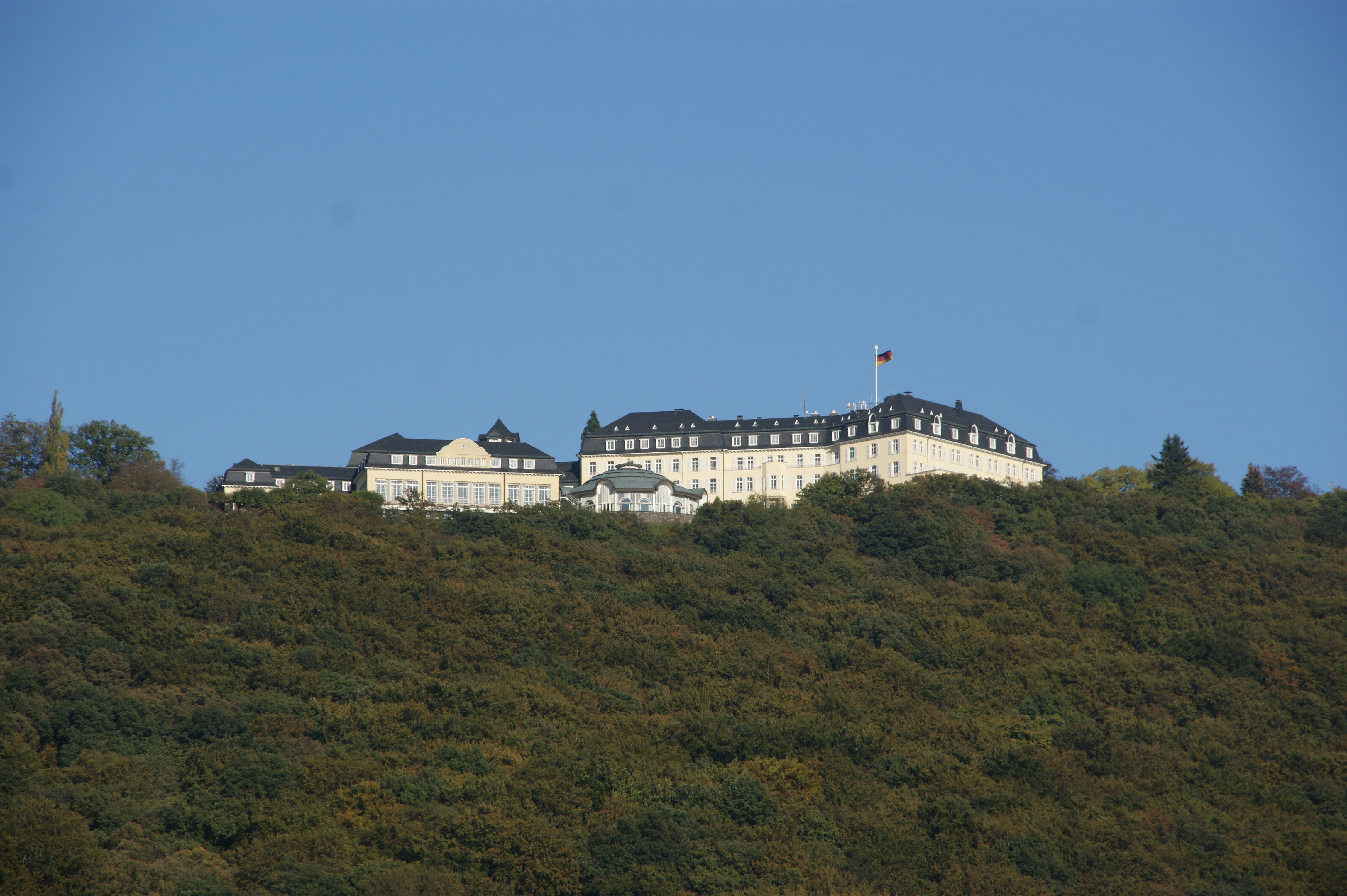
Petersberg bei Bonn, Stätte der ersten und zweiten Afghanistan-Konferenz

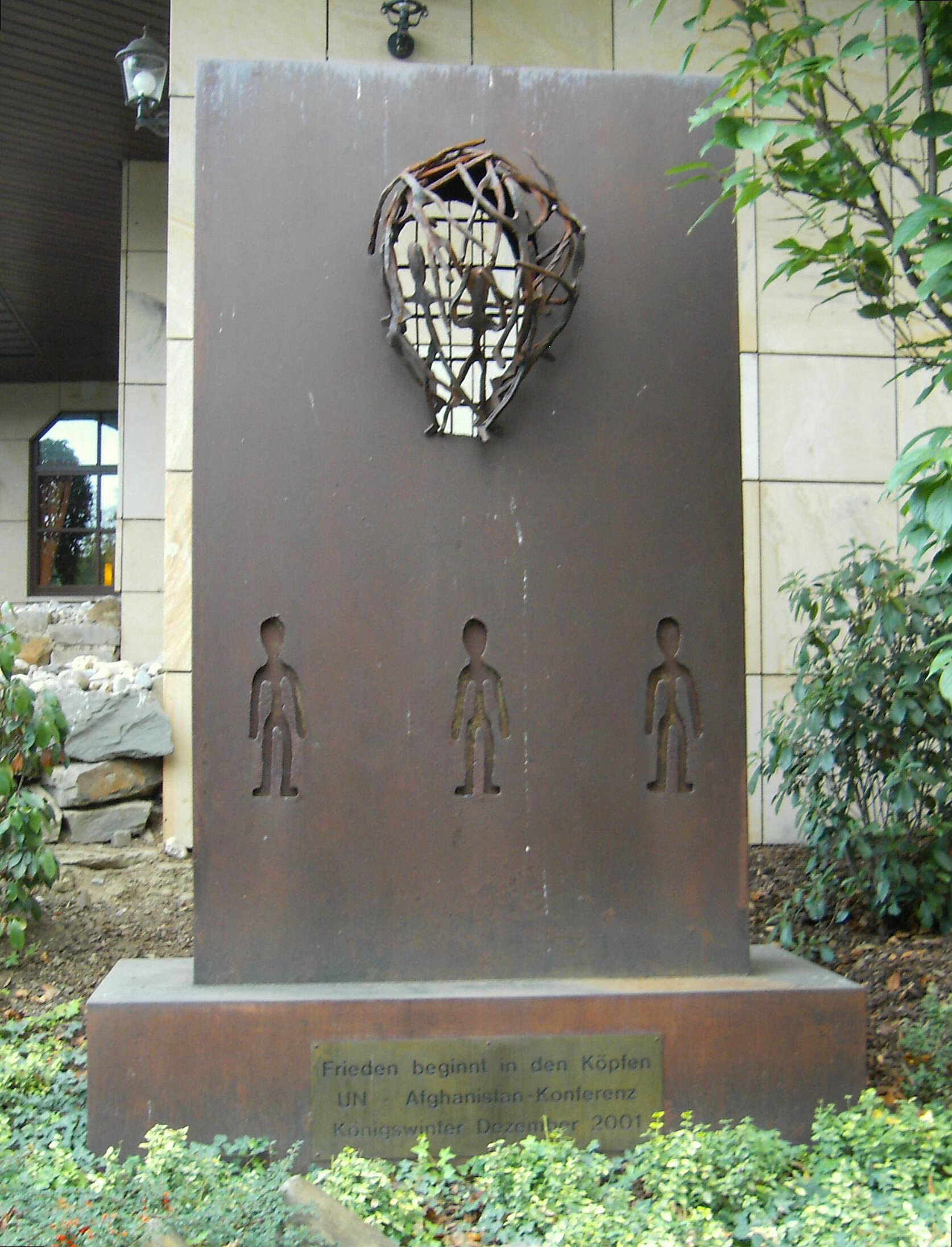
Denkmal zur ersten Afghanistan-Konferenz 2001

Die Afghanistan-Konferenz ist eine seit dem Jahr 2001 unregelmäßig stattfindende diplomatische Zusammenkunft unter Leitung der Vereinten Nationen, die die Koordinierung des politischen und wirtschaftlichen Wiederaufbaus des Landes nach dem Sturz des Taliban-Regimes 2001 zum Ziel hat.

## Bonner Vereinbarung 2001
Die erste Konferenz fand vom 27. November bis zum  5. Dezember 2001 auf dem Petersberg in Königswinter bei Bonn statt. An der Konferenz nahmen vier Delegationen verschiedener afghanischer Gruppierungen mit insgesamt 28 Delegierten teil. Sie endete mit der Verabschiedung der Bonner Vereinbarung (Bonn Agreement), die provisorische Regelungen zur Schaffung einer Übergangsverwaltung und den schrittweisen Ausbau von deren Kompetenzen vorsah (sog. Modell Afghanistan).
Mit dem Abkommen wurde der sogenannte Petersberg-Prozess eingeleitet, der zur Demokratisierung und Befriedung des Landes führen sollte.

## Weitere Konferenzen
Am 21./22. Januar 2002 tagte in Tokio eine Geberkonferenz für Afghanistan, die insgesamt Wiederaufbauhilfen in Höhe von 4,5 Milliarden US-Dollar zusagte. Auf der Konferenz wurde auch entschieden, dass die Koordination des Aufbaus von afghanischen Institutionen einzelnen Staaten zugeordnet wurden. Zuständig für den Aufbau der Polizei wurde Deutschland, für den Aufbau der Armee die USA, für den Aufbau der Justiz Italien, für die Drogenbekämpfung Großbritannien und für die Demobilisierung, Entwaffnung und Reintegration ehemaliger Milizen Japan, in Zusammenarbeit mit der UNAMA.
Am 2. Dezember 2002 fand, wiederum auf dem Petersberg, eine weitere Konferenz statt, auf der Festlegungen zur Struktur und Größe der zu schaffenden afghanischen Armee getroffen wurden.
Am 31. März und 1. April 2004 fand die vierte Zusammenkunft im Berliner Interconti-Hotel statt. Die Konferenz mit mehr als 60 Delegationen wurde durch den deutschen  Bundeskanzler Gerhard Schröder und den afghanischen Interimspräsidenten Hamid Karzai eröffnet und stand unter dem gemeinsamen Vorsitz von Deutschland, Japan, Afghanistan und den Vereinten Nationen. Afghanistan erhielt neue internationale Hilfszusagen in Höhe von rund 7,4 Milliarden Euro. Ein Schlüsselthema dieser Konferenz war die Bekämpfung des Drogenanbaus im Land.
Auf der Afghanistan-Konferenz vom 31. Januar bis 1. Februar 2006 in London wurde der erfolgreiche Abschluss des Petersberg-Prozesses festgestellt und mit dem Abschlussdokument Afghanistan Compact ein Rahmen für die zweite Phase des Wiederaufbaus des Landes in den folgenden fünf Jahren geschaffen.
Die Afghanistan-Konferenz 2007 fand am 2.–3. Juli 2007 in Rom statt. Das Thema war „Rule of Law“ in Afghanistan.
Die Afghanistan-Konferenz 2008 fand am 12. Juni 2008 in Paris statt.
Die Afghanistan-Konferenz 2009 fand am 31. März 2009 in Den Haag statt.
Die Afghanistan-Konferenz 2010 fand am 28. Januar 2010 in London statt. Thema war die Übergabe der Verantwortung an die afghanische Armee.
Am 20. Juli 2010 fand in Kabul eine Konferenz statt. Themen waren die Übergabe der Sicherheitsverantwortung und ein Aussteigerprogramm im Umfang von mindestens 350 Millionen Euro für Taliban. Der dort verabschiedete Kabul-Prozess löste im Februar 2011 den Afghanistan Compact ab. Er soll den Afghanen ermöglichen, sich mit einer stabilen Regierung selbst zu regieren, die Abhängigkeit von der internationalen Gemeinschaft zu reduzieren, die Macht der Sicherheitskräfte zu festigen und einen besseren Schutz für die Rechte aller Bürger zu gewährleisten.
Am 5. Dezember 2011 fand in Bonn eine Afghanistan-Konferenz statt. Zehn Jahre nach der Petersberg-Konferenz stand sie symbolhafterweise unter afghanischem Vorsitz. Es wurde vereinbart, dass nach dem Abzug der Kampfeinheiten bis 2014 eine zehnjährige Übergangsphase sich anschließen wird. Der wichtigste Punkt ist dabei die Zusage des Westens, die afghanischen Sicherheitsorgane auch weiterhin zu unterstützen.